# Majdan, Novi Kneževac
Majdan (izvirno srbsko Мајдан; madžarsko Magyarmajdány) je naselje v Srbiji, ki upravno spada pod Občino Novi Kneževac; slednja pa je del Severnobanatskega upravnega okraja.

## Demografija
V naselju živi 238 polnoletnih prebivalcev, pri čemer je njihova povprečna starost 45,1 let (41,8 pri moških in 47,9 pri ženskah). Naselje ima 115 gospodinjstev, pri čemer je povprečno število članov na gospodinjstvo 2,45.
To naselje je v glavnem madžarsko (glede na rezultate popisa iz leta 2002), a v času zadnjih treh popisov je opazno zmanjšanje števila prebivalcev.
|  |

| Demografija | Demografija     | Demografija     |
| Leto        | Št. prebivalcev | Št. prebivalcev |
| ----------- | --------------- | --------------- |
|             |                 |                 |
|             |                 |                 |
|             |                 |                 |
|             |                 |                 |
| 1948        | 747             |                 |
| 1953        | 824             |                 |
| 1961        | 717             |                 |
| 1971        | 624             |                 |
| 1981        | 451             |                 |
| 1991        | 387             | 386             |
| 2002        | 294             | 292             |
|             |                 |                 |

| Etnična sestava po popisu iz leta 2002 | Etnična sestava po popisu iz leta 2002 | Etnična sestava po popisu iz leta 2002 | Etnična sestava po popisu iz leta 2002 | Etnična sestava po popisu iz leta 2002 |
| -------------------------------------- | -------------------------------------- | -------------------------------------- | -------------------------------------- | -------------------------------------- |
| Madžari                                | Madžari                                |                                        | 251                                    | 85,95%                                 |
| Srbi                                   | Srbi                                   |                                        | 16                                     | 5,47%                                  |
| Romi                                   | Romi                                   |                                        | 12                                     | 4,10%                                  |
| Jugoslovani                            | Jugoslovani                            |                                        | 4                                      | 1,36%                                  |
| Hrvati                                 | Hrvati                                 |                                        | 3                                      | 1,02%                                  |
| Makedonci                              | Makedonci                              |                                        | 1                                      | 0,34%                                  |
| Neznano                                | Neznano                                |                                        | 0                                      | 0,0%                                   |